# Лисаковський гірничо-збагачувальний комбінат

Лисаківського ГЗК

Лисаковський гірничо-збагачувальний комбінат — комбінат, розташований у Костанайській області Казахстану.

## Характеристика родовища
Запаси руди 2,8 млн т (вміст заліза 35,2 %).

## Технологія розробки
Лисаковський гірничо-збагачувальний комбінат має кар’єр, збагачувальну фабрику.
Гравітаційно-магнітний концентрат АТ «Лисаковський ГЗК» містить 48,5-49,0 % заліза, 10,7-11,0 % діоксиду кремнію і 12,1-12,5 % гідратної вологи, на ринку сировини для чорної металургії є неконкурентоздатним. У зв'язку з цим розроблені альтернативні варіанти покращання якості концентрату, зокрема із застосуванням технології випалювання. Багатий залізорудний гематитовий концентрат містить 59,5-60 % заліза, 6,0-6,5 % діоксиду кремнію, немагнітна фракція 7,0-9,5 % заліза, 85-89 % діоксиду кремнію.
ЗФ Лисаковського комбінату складається із чотирьох секцій, три з яких працюють по магнітно-гравітаційної, а одна - обпалмагнитній технології.
Технологічна схема гравітаційно-магнітного збагачення (див.рис. ) включає: дроблення в молоткових дробарках до 30 мм; мокре просівання по класу 2 мм; здрібнювання класу +2 мм у стрижневих млинах до -2 мм; зне-шламлення класу 2-0 мм у спіральних класифікаторах; два прийоми відсадження знешламленої руди з виділенням концентрату і промпродукту; три прийоми магнітної сепарації промпродукту відсадження з виділенням концентрату і хвостів. В схему включений поліградієнтний сепаратор 2/2 ЭРФМ-160 для виділення концентрату з знешламлених хвостів відсадження другого прийому. Застосування цих сепараторів дозволило збільшити вилучення заліза в концентрат на 6-7%.
Гравітаційне збагачення забезпечується в два прийоми з перечищенням підрешітного продукту машин типу ОМР-1А. Відсадження забезпечує вміст заліза в концентраті на рівні 49-50%, в  промпродукті - 38-39%.
Магнітна сепарація ведеться в три прийоми з перечищенням магнітної фракції після попереднього зневоднювання магнітних продуктів у кожному прийомі.
В результаті магнітного збагачення виділяється близько 27-28% концентрату з вмістом заліза 48-49% (вихід концентрату відсадження становить 38-39%). Магнітна сепарація здійснюється на сепараторах типу 4 ЭВФМ-45/250. Зневоднювання концентрату - на стрічкових вакуум-фільтрах з попереднім зневоднюванням у спіральному класифікаторі. В осінньо-зимовий період конце-нтрат піддається сушінню в сушильних барабанах до Wr = 3-4%.
Секція №4 ЗФ працює по обпалмагнітній схемі та включає: дроблення руди до крупності 30-0 мм у молоткових дробарках; її сушіння; дроблення до крупності 10 мм; магнетизуючий  випал (вугілля як паливо); дві стадії здрібнювання до крупності 75% класу -0,074 мм; три стадії ММС; чотири стадії знешламлення і фільтрування концентрату. Випал дробленої руди здійснюється в печі ступенево-зваженого стану (СЗС). 
Технологічні показники обпалмагнітного збагачення лисаківських руд наступні: вихід концентрату - 52,5%; вміст заліза в концентраті - 61,6%; в хвостах - 16,2%; вилучення металу з руди 85,1%; втрати при прожарюванні - до 12,5%. в хвостах - 16,2%; вилучення металу з руди 85,1%; втрати при прожарюванні - до 12,5%.